# Lumberjack the Monster
Pour plus de détails, voir Fiche technique et Distribution.
Lumberjack the Monster (怪物の木こり, Kaibutsu no kikori, littéralement « Monstre Bûcheron ») est un thriller japonais réalisé par Takashi Miike et sorti en 2023. Il s'agit de l'adaptation du roman homonyme de Mayusuke Kurai, paru en 2019.

## Synopsis
Dans les années 1990, à Shizuoka, la police est confrontée à une scène sordide : la gérante d'un orphelinat, Midori Toma, se suicide en laissant derrière elle une série d'expériences odieuses pratiquées sur des enfants.
Trente ans plus tard, à Tokyo, un tueur en série terrifie le pays et massacre ses victimes à coups de hache avant de prélever leur cerveau. Son arme de prédilection l'associe au Bûcheron Monstrueux, un personnage de conte. Un jour, dans un parking souterrain, il s'en prend à un jeune homme qu'il blesse grièvement.
Ce dernier, un certain Akira Ninomiya, en réchappe de justesse. Lorsqu'il se lance sur les traces de l'assassin, la traque s'annonce impitoyable : sous ses dehors d'avocat élégant, Akira cache une nature profondément violente et applique des méthodes expéditives voire criminelles. Charismatique, brillant et manipulateur, il ne recule devant rien pour retrouver le Bûcheron. Épaulé par son ami et complice, le médecin Kuro Sugitani, le tandem se révèle vite aussi tordu que l'agresseur.
En poursuivant son enquête, Akira se retrouve confronté au passé et à l'affaire Midori Toma.
De son côté, alors que les deux psychopathes s'affrontent au jeu du chat et de la souris, la profileuse Ranko Toshiro tente d'empêcher un bain de sang...

## Fiche technique
Sauf indication contraire, les informations mentionnées dans cette section peuvent être confirmées par la base de données cinématographiques IMDb,  présente dans la section « Liens externes ».
- Titre original : 怪物の木こり
- Titre international : Lumberjack the Monster
- Réalisation : Takashi Miike
- Scénario : Hiroyoshi Koiwai, d'après le roman homonyme de Mayusuke Kurai
- Musique : Kōji Endō
- Décors : Akira Sakamoto
- Photographie : Nobuyasu Kita
- Montage : Naoichiro Sagara
- Production : Misako Saka, Shigeji Maeda
- Production exécutive : Hiroyoshi Koiwai
- Sociétés de production : OLM, en coproduction avec Lumberjack the Monster Production
- Société de distribution : Warner Bros. (Japon)
- Pays de production :  Japon
- Langue originale : japonais
- Genre : action, horreur, thriller
- Durée : 118 minutes
- Dates de sortie :
  - Espagne : 13 octobre 2023 (Festival international du film fantastique de Catalogne)
  - Japon : 1er décembre 2023
  - Monde : 1er juin 2024 (Netflix)

## Distribution

### Personnages principaux

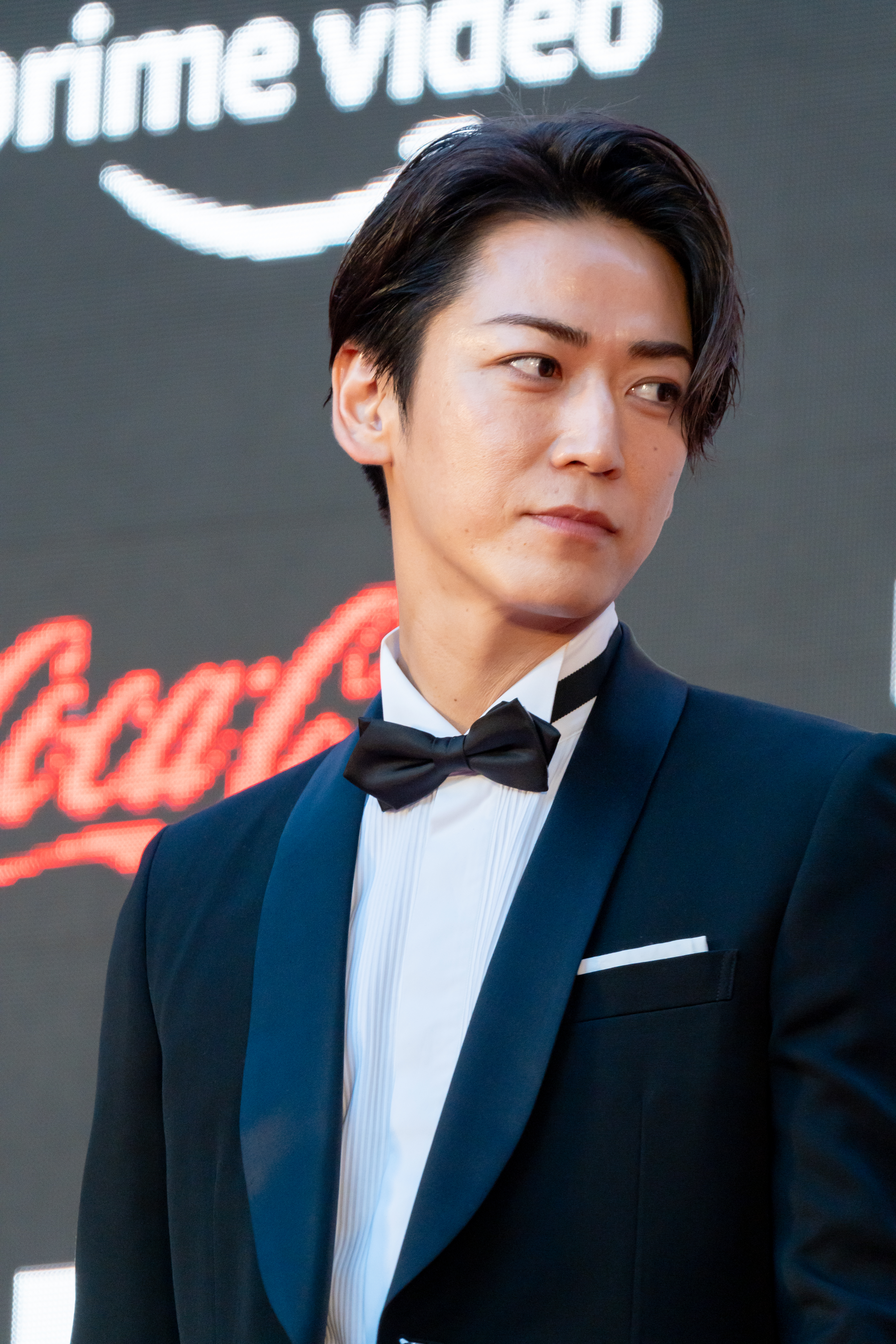
L'acteur principal Kazuya Kamenashi à l'avant-première japonaise du film, en 2023.

- Kazuya Kamenashi : Akira Ninomiya, avocat, psychopathe et serial killer
  - Keiharu Ota : Akira Ninomiya enfant
- Nanao : Ranko Toshiro, une profileuse spécialisée dans le médico-légal qui enquête sur le Bûcheron Monstrueux
- Shota Sometani : Kuro Sugitani, médecin allié à Akira, psychopathe pratiquant l'expérimentation humaine illégale et meurtrier occasionnel
- Riho Yoshioka : Emi Hasumi, la fiancée d'Akira
- Kiyohiko Shibukawa : Inui Toto, un inspecteur adjoint enquêtant sur le Bûcheron Monstrueux et membre de la même équipe que Ranko Toshiro
- Keisuke Horibe : Shusuke Hirose, un major enquêtant sur le Bûcheron Monstrueux et membre de la même équipe que Ranko Toshiro
- Masayuki Deai : Shinzo Kitajima, un inspecteur chargé de l'affaire Midori Toma

### Personnages secondaires
- Reon Yuzuki : Midori Toma, la gérante d'un orphelinat qui a effectué des expériences sur ses jeunes pensionnaires
- Ryushin Tei : Kazuo Toma, l'époux et complice de Midori
- Minorsuke : le Docteur Mashiko
- Tomohiko Imai : le Docteur Masatsugu Yabe, un escroc qui tente de faire chanter Akira et Kuro
- Chigusa Yasuza : Ryoko Sensei
- Kentaro Furuyama : le médecin interniste
- Kayo Ise : l'administrateur
- Katsuya Kobayashi : Nobuo Watanabe
- Umefune Korinaga : Kenmochi Saki
- Yasushi Kimura : le père d'Emi Hasumi
- Nakamura Shidō : Kenmochi Takeshi, l'un des suspects
  - Sosuke Yoshida : Kenmochi Takeshi enfant
- Ikuya Enoki : l'un des policiers
- Ken Kurahara : l'un des policiers
- Takumi Kato : l'un des policiers
- Tatsuya Nagashima : l'un des policiers
- Hinami Mori : la témoin du parking
- Koiwa Sato : la fillette malmenée par son père
- Masaru Kihara : le père violent de la fillette

## Production
Lecteur assidu du roman original, Takashi Miike est vite fasciné par la figure ambiguë du protagoniste principal : si la figure du tueur psychopathe est souvent représentée dans les films, l'évolution d'Akira et sa découverte des sentiments captivent le réalisateur (« Je m'intéressais à lui et je voulais l'explorer autant que possible »). L'intrigue, toutefois, est amenée à évoluer pour son passage au grand écran. Le cinéaste cherche néanmoins à conserver l'âme du récit : « J'ai abordé le tournage avec respect, en essayant de conserver autant que possible le charme de l'original [...]. Je voulais faire un film de deux heures basé sur ce qu'incarnait [le roman de base]. Par conséquent, certains changements ont été apportés, pour gagner en rythme ou combiner certains épisodes en un seul ».
L'intrigue du roman original, plusieurs fois primé, fluctue ainsi considérablement. L'auteur Mayusuke Kurai souligne ainsi les nombreuses variations entre sa trame et celle du film : « la fin de l'œuvre originale et celle du film sont différentes, mais j'ai senti que l'esprit de l'œuvre elle-même changeait aussi » ; les personnages sont également « complètement différents » dans le long métrage, dont Akira, à la fois « plus effrayant et plus cool ».
Pour le rôle principal, le choix de Miike se porte sur le comédien-chanteur Kazuya Kamenashi, pour lequel il mise sur une interprétation à contre-emploi : à son sens, « un acteur brille vraiment lorsqu'il joue un rôle qui s'écarte de la norme ». Il loue ainsi la dualité de son acteur principal : « Peu importe comment vous l'abordez, il ressemble un peu à un psychopathe (rires) ! Il est beau mais, en même temps, il renvoie un côté narcissique et cet aspect était parfait pour [le rôle]. [...] J'ai vraiment aimé la façon dont la performance de Kamenashi-kun traduisait de l'apathie envers la violence ». Il conclut sur la portée émotionnelle du protagoniste : « Le jeu de Kamenashi-kun a le pouvoir de transmettre une véritable souffrance ».
Présente sur le plateau de tournage, la neuroscientifique Nobuko Nakano juge elle-aussi l'interprétation de Kamenashi (Akira Ninomiya) très convaincante : « C'est un homme très chaleureux et joyeux, totalement opposé au charme dangereux du personnage principal, à son sang froid de psychopathe et à sa nature trompeuse. J'ai été impressionnée par ses capacités d'acteur, par la manière dont il joue un protagoniste si calculateur ».
Le cinéaste et animateur japonais Hiroshi Matsumoto réalise toutes les illustrations du long métrage, dont celles de l'album Lumberjack the Monster présenté dans le film. De l'aveu de Miike, ce dernier souhaite « travailler avec quelqu'un qui pouvait relever le défi, même s'il n'avait aucune expérience dans les illustrations d'albums. Hiroshi Matsumoto […] est très talentueux et sait créer des personnages aussi, lui ai-je demandé de les dessiner selon sa propre sensibilité ».
Le masque du Bûcheron Monstrueux est une création du chef décorateur Akira Sakamoto et du maquilleur prothésiste Tomo Hyakutake, d'après les illustrations d'Hiroshi Matsumoto.
La musique est confiée à Kōji Endō, un collaborateur régulier de Miike qui a notamment composé les bandes originales de Audition, Visitor Q ou The Great Yokai War: Guardians. Le générique de fin est assuré par le groupe Sekai no Owari, avec leur morceau 深海魚 (Shinkaigyo, littéralement Poisson des profondeurs).

## Accueil

### Festivals et sorties
Lumberjack the Monster est projeté pour la première fois au Festival international du film fantastique de Catalogne, le 13 octobre 2023, dans la section « Òrbita ».
Le film fait ses débuts au Japon, le 26 octobre 2023, lors du Festival international du film de Tokyo ; la sortie nationale se tient le 1er décembre 2023.
À l'international, il est diffusé sur Netflix, le 1er juin 2024.

#### Polémique liée à la diffusion sur Netflix
La sortie en streaming sur Netflix, sans aucune promotion, exaspère certains cinéphiles, dont Stuart Heritage, journaliste pour The Guardian. En effet, le long métrage s'avère le « premier film d'horreur pur et dur que Takashi Miike [réalise] depuis une décennie », ce qui suscite une forte attente auprès du public cible. Or, « Netflix a sorti Lumberjack the Monster avec une promotion minimale, voire inexistante. ». Suart Heritage rappelle que cette pratique n'est pas étrangère à la plateforme, La Ballade de Buster Scruggs des frères Coen ayant déjà été victime de cette absence de promotion, tout comme Wes Anderson qui en a fait les frais sur sa série de moyens métrages adaptée de Roald Dahl (Le Cygne, Le Preneur de rats et Venin). Il conclut sa chronique en rappelant que, face à l'indifférence de Netflix ou Prime Video, les abonnés peuvent encore avoir un impact sur le succès de ces projets : « le seul moyen d'empêcher que le travail de grands cinéastes ne tombe dans l'oubli est de faire appel au bouche-à-oreille. Il n'est pas trop tard pour Lumberjack the Monster. Peut-être que si nous le regardons tous suffisamment, l'algorithme de Netflix le remarquera et commencera à le promouvoir auprès des autres ».
L'écho est similaire du côté de Collider et du journaliste Chase Hutchinson. Ce dernier intitule son article « le film d'horreur de Takashi Miike méritait mieux que Netflix ». Il pointe ainsi le peu de considérations artistiques du site et remémore le cas The Stranger, également victime du manque de publicité : « Il sera toujours décevant de voir à quel point Netflix abandonne souvent et sans fanfare des films qui devraient être des sorties passionnantes sur sa plateforme. […] [Le long métrage est] simplement abandonné sans aucune sorte de promotion ou d'annonce solide. On aurait presque l'impression que c'est un accident s'il ne faisait pas partie d'un schéma malheureux. On espère que le film prospérera sur la plateforme car, malgré ses défauts, il vaut toujours la peine d'être vu plutôt que d'être potentiellement enterré ».
Unification France souligne également que le film est « sorti sans publicité sur Netflix » , de même que Cambridge Day.

### Accueil critique
Le travail très controversé de Takashi Miike connaît souvent des retours mitigés ; Lumberjack the Monster ne fait pas exception à la règle. Comme pour ses précédentes productions, certains critiques déplorent la brutalité jugée gratuite du réalisateur ; d'autres estiment au contraire que ce nouveau long-métrage a perdu la patte violente de son auteur. Le scénario est très régulièrement pointé du doigt pour ses faiblesses.

#### Pays francophones
La presse francophone manifeste peu d'intérêt pour le long-métrage ; la plupart des avis proviennent de sites internet indépendants consacrés au septième art, voire plus spécifiquement au cinéma de genre.

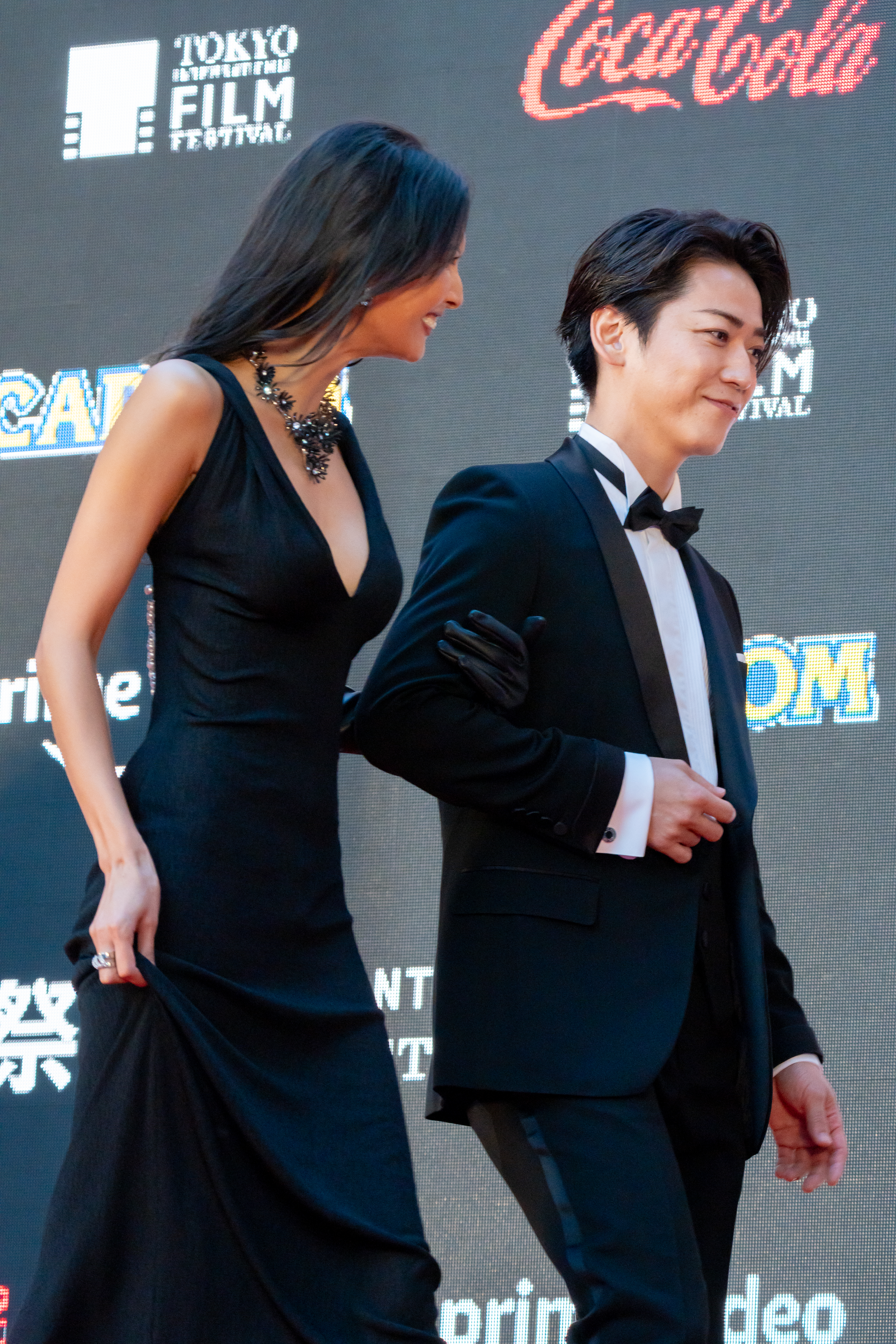
Les performances de Nanao et Kazuya Kamenashi ont globalement convaincu les critiques.

Cinéreflex est conquis par ce « duel captivant entre psychopathes » : « Doté d’une belle photographie et d’un scénario retors, Lumberjack the Monster déroule son intrigue par petites touches successives pour maintenir le suspense jusqu'à la fin. Le film bénéficie également d’un casting alléchant, à commencer par l’excellent Kazuya Kamenashi […]. Lumberjack the Monster saura séduire sans peine les amateurs de thrillers sombres et sanglants ».
Unification France délivre une analyse positive du film : Miike « s'est nettement assagi au fil des années. Ainsi, si le thriller est efficace, interrogeant sur les notions du bien du mal, et questionnant sur les sentiments et la moralité, il n’est jamais vraiment perturbant. La mise en scène offre toutefois des passages particulièrement spectaculaires appuyés par de très bons effets spéciaux. Un véritable suspense se dégage de l’intrigue, alors que les différents éléments se mettent progressivement en place. Kazuya Kamenashi est excellent en homme sans sentiments prêt à tout pour arriver à ses fins. Shôta Sometani est impeccable en meilleur ami médecin partageant son amour du meurtre. Nanao est formidable en inspectrice pugnace voulant découvrir la vérité. Kiyohiko Shibukawa est très bon dans le rôle de son adjoint. Et Riho Yoshioka est vraiment intéressante en fiancée du personnage principal. Le long métrage se pose avant tout la question de l’humanité des protagonistes. Il développe une réflexion que ce qui peut être induit par des facteurs extérieurs et sur la manière dont un individu peut s’affranchir, ou non, de ce qui est socialement accepté en fonction de sa nature intime. […] Avec son histoire bénéficiant d’une certaine sophistication, sa mise en scène efficace et son interprétation solide, ce n’est certes pas à l’un des meilleurs Takashi Miike, mais il saura ravir les amateurs de thrillers méchants ».
Moins convaincu, Horreur Québec déplore avant tout le scénario alambiqué : « Le nouveau film de Takashi Miike est… ridiculement complexe. En surface. Lumberjack the Monster tente de mélanger les genres du thriller policier, du film d’horreur et de la science-fiction de manière particulièrement maladroite, et l’exercice n’est pas aidé par les multiples sous-intrigues qui peinent à s’imbriquer naturellement dans le récit. […] Ceci dit, l’expérience gigantesque de Takashi Miike derrière la caméra nous sauve de l’incohérence totale. En effet, sa mise en scène est particulièrement léchée et suffisamment précise pour qu’on ne se perde jamais dans les dédales labyrinthiques que le scénario propose. Aidé par un montage soigné au possible, le talent du réalisateur est impossible à mettre en doute et constitue la seule barrière entre le public et la confusion complète qu’il devrait ressentir en visionnant le produit final. [...]
Lumberjack the Monster est donc une œuvre qui, bien que très amusante à regarder, manque beaucoup de dosage dans son récit et aurait bénéficié d’une réécriture ou deux. On peut toutefois difficilement bouder son plaisir pendant le visionnement ».
Seul média grand public à s'être penché sur Lumberjack the Monster, Télé-Loisirs délivre une critique assassine du long métrage : « […] un thriller violent, parfois déroutant, mais plat sur le fond comme sur la forme. Le film souffre d’un scénario convenu, de dialogues explicatifs lourds et d'une réalisation assez paresseuse, qui effleure en surface les thèmes de la rédemption et la noirceur de l’âme humaine ».

#### Pays anglophones
Pour Chris McPherson (Collider), le film tient du coup de cœur : « Le film de Miike explore les thèmes de l'identité, de la peur et de la condition humaine, tout en conservant une intrigue captivante et pleine de suspense. [Il] est marqué par le style caractéristique de Miike, combinant des éléments psychologiques intenses avec des rebondissements inattendus et des moments d'humour noir. […] Avec l'arrivée de Lumberjack the Monster sur Netflix, [le réalisateur] continue de repousser les limites de la narration d'horreur. Le film offre une nouvelle approche de l'épouvante et du drame psychologique, mettant en valeur la créativité et la vision inégalées de Miike. Que vous soyez un fan de longue date […] ou que vous ne connaissiez pas son travail, Lumberjack the Monster est un incontournable, promettant une expérience palpitante et stimulante ».
Son collège de Collider, Chase Hutchinson, quoique moins enthousiaste, reste néanmoins élogieux : « Malgré l'absence d'une promotion solide, le film se construit vers un final audacieux et sanglant lequel exige de l'attention, se tenant debout contre toute attente. […] Certes, le réalisateur […] est incontestablement prolifique, mais Lumberjack the Monster le voit revenir à l'horreur d'une nouvelle manière. Ce n'est en aucun cas son meilleur ouvrage mais il y a encore beaucoup de choses intéressantes qui se déroulent ici. Ce n'est pas seulement sinistre, […] souvent, c'est aussi sombrement drôle, jouant avec le genre d'une manière qui défie toute catégorisation facile ».

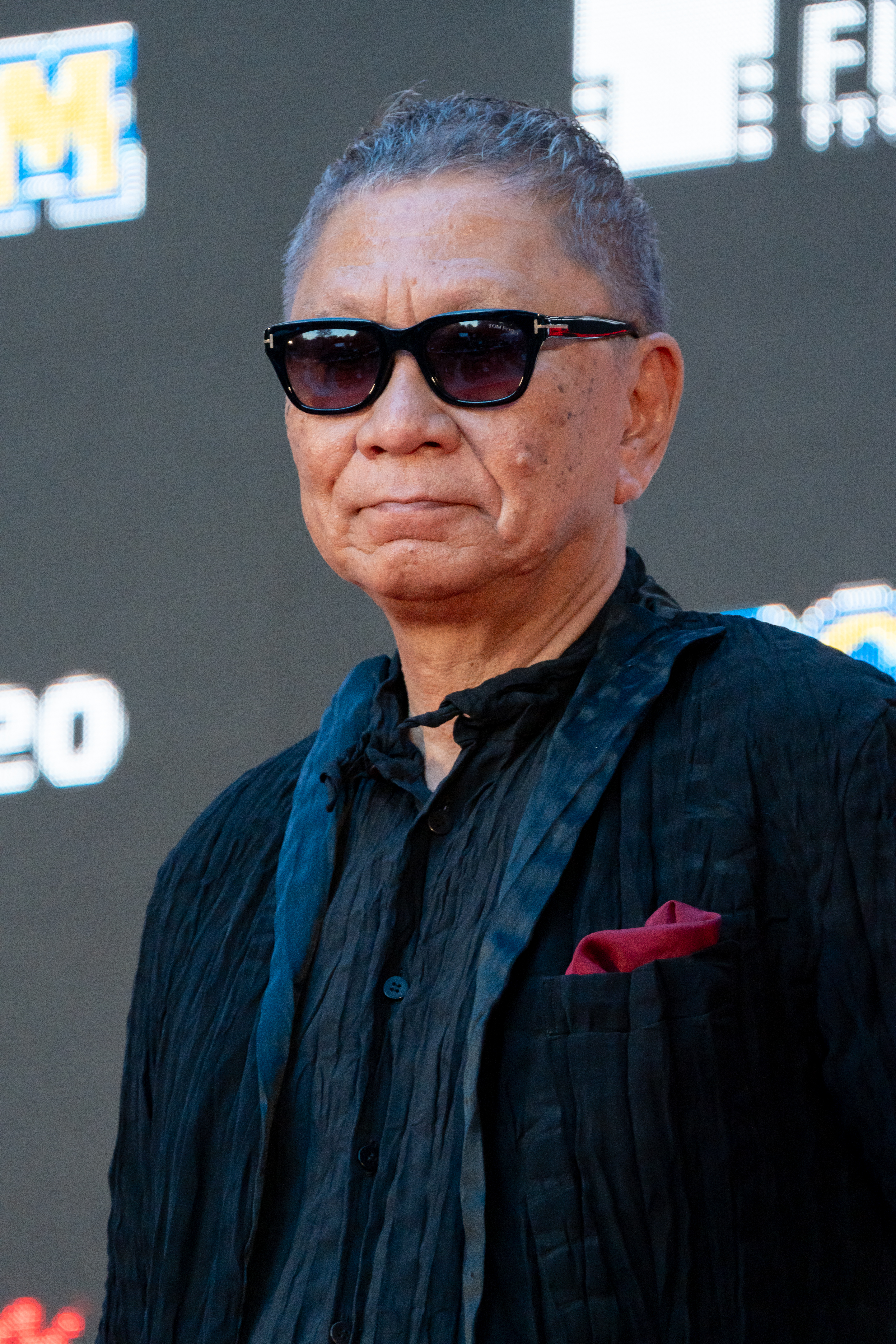
Miike Takashi lors de l'avant-première nippone du long métrage au Festival du film de Tokyo.

Peter Bradshaw, du Guardian, se révèle globalement satisfait : « [C'est] un film de monstres contre monstres. Un tueur en série se promène en attaquant les gens à coups de hache et leur arrache le cerveau. Dans un film de Miike, on ne s'attendrait pas à moins. […] Le long-métrage dans son ensemble est complètement fou et exagérément opératique. Malgré l'aspect whodunnit visant à démasquer le Bûcheron, ici, il n'y a pas une grande plausibilité narrative [...]. Comme tant de films de Miike Takashi, c'est un feu d'artifice d'étrangeté, d'aliénation et de nihilisme. Tout un spectacle ».
Du côté de The New York Times, Devika Girish place le film dans sa sélection de juin consacrée au cinéma international : « C'est un scénario alambiqué et pulp avec quelques psychologisations pop idiotes sur le mal et l'empathie mais, à la manière habituelle de Miike, le plaisir réside dans le style plutôt que dans le fond. Les rebondissements sont palpitants, jouant sur les zones d'ombre morales de tous les personnages ; l'action est dirigée avec une précision élégante, souvent époustouflante ; et Kamenashi, avec ses sourcils parfaitement dessinés, semblables à des poignards, est menaçant et captivant à l'écran ».
Tom Meek, auteur pour Cambridge Day, est assez convaincu par la proposition de Miike : « [Avec] ce thriller psycho-sociopathique inquiétant glissé discrètement dans votre flux Netflix, l’auteur de J-horror revient à ses racines sanglantes. [...] Tout ne concorde pas, et je ne suis pas sûr que Miike s'en soucie particulièrement, mais c'est l'un de ses films les plus amusants et effrayants depuis la scène de torture au tempura dans Ichi the Killer en 2001 ».
Manjima Das, via le site spécialisé Leisure Byte, est conquise : « Dans l'ensemble, Lumberjack the Monster est un film captivant et stimulant qui excelle dans le développement des personnages et la chorégraphie de l'action. Son approche lente permet une exploration plus riche de ses thèmes et de ses protagonistes, ce qui en fait un film remarquable dans le genre du thriller. Même si, personnellement, j'espérais un contenu plus graphique, les points forts du long métrage l'emportent de loin sur ce petit reproche. C'est un film incontournable pour tous ceux qui apprécient un thriller psychologique bien conçu avec une touche unique ». Dans une autre chronique, Das associe notamment le long métrage à American Psycho, Midnight Silence, Unlocked, Freddy contre Jason, Le Diable, tout le temps, L'Hypnotiseur et 1922.

### Accueil publique
Le film reçoit des critiques mitigées du côté du public. S'il cumule un score positif de 67% sur Rotten Tomatoes, sa moyenne sur IMDb est 5,9/10 pour environ 1 000 votes.